# Bradford (Illinois)
Bradford è un villaggio degli Stati Uniti d'America, situato nello Stato dell'Illinois, diviso tra la contea di Stark e la contea di Bureau.